# Spitzbunker Neunkirchen

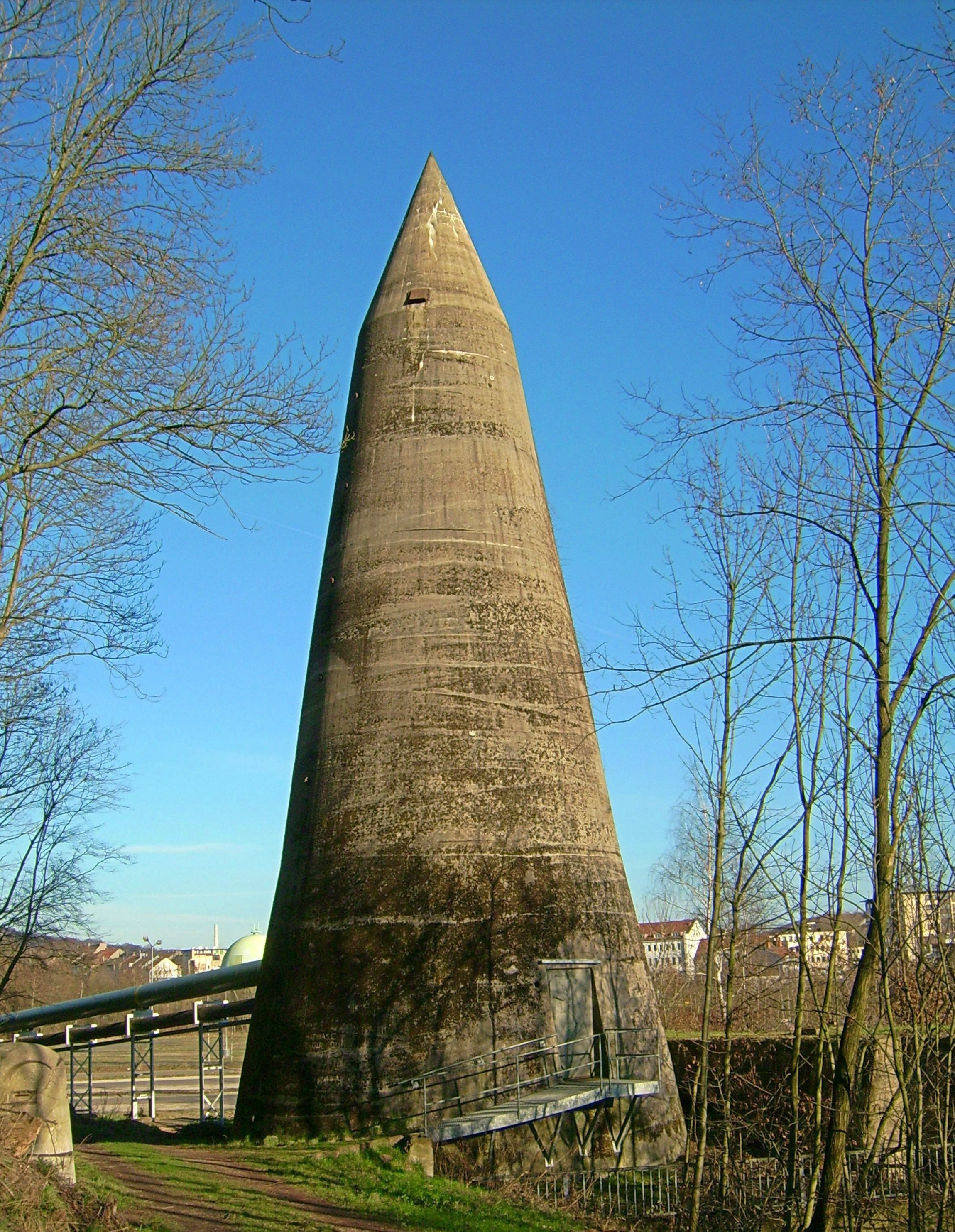
Spitzbunker Neunkirchen von Norden

Der Spitzbunker Neunkirchen (auch Winkelturm Neunkirchen, Luftschutzturm Neunkirchen, Hochbunker Neunkirchen) ist ein denkmalgeschützter Luftschutzturm in der saarländischen Stadt Neunkirchen.

## Geschichte
Der ehemalige Luftschutzturm wurde 1939/40 von der Firma Franz Brüggemann aus Hamborn gebaut. Er bot Platz für 400 Personen des nahe gelegenen Neunkircher Eisenwerks. Im Notfall hatten allerdings nur deutsche Bedienstete Zutritt. Insgesamt entstanden zwischen 1936 und 1940 mehr als 200 dieser Luftschutztürme im Deutschen Reich, im Saarland wurden allerdings nur drei Türme errichtet. Vorwiegende Aufstellungsbereiche waren Betriebsgelände der Deutschen Reichsbahn und kriegswichtige Industriestandorte. Entwickelt wurden die Bunker von dem Kölner Architekten Leo Winkel, der die Bunkerbauart zum Patent anmeldete, seine Stelle bei der Thyssen AG aufgab und eine eigene Firma gründete. Winkel konstruierte seine Bunker als spitz zulaufende Kegel. Durch diese Form wurde ein Bombendurchschlag verhindert. Vorteile waren leichtere Tarnungsmöglichkeiten als bei konventionellen Bunkeranlagen und die Baumöglichkeit auch bei schwierigen Bodenverhältnissen. Außerdem waren die Baukosten geringer.
Anfang des 21. Jahrhunderts ließ die Stadt Neunkirchen den Spitzbunker umfassend sanieren und zugänglich machen.

## Architektur

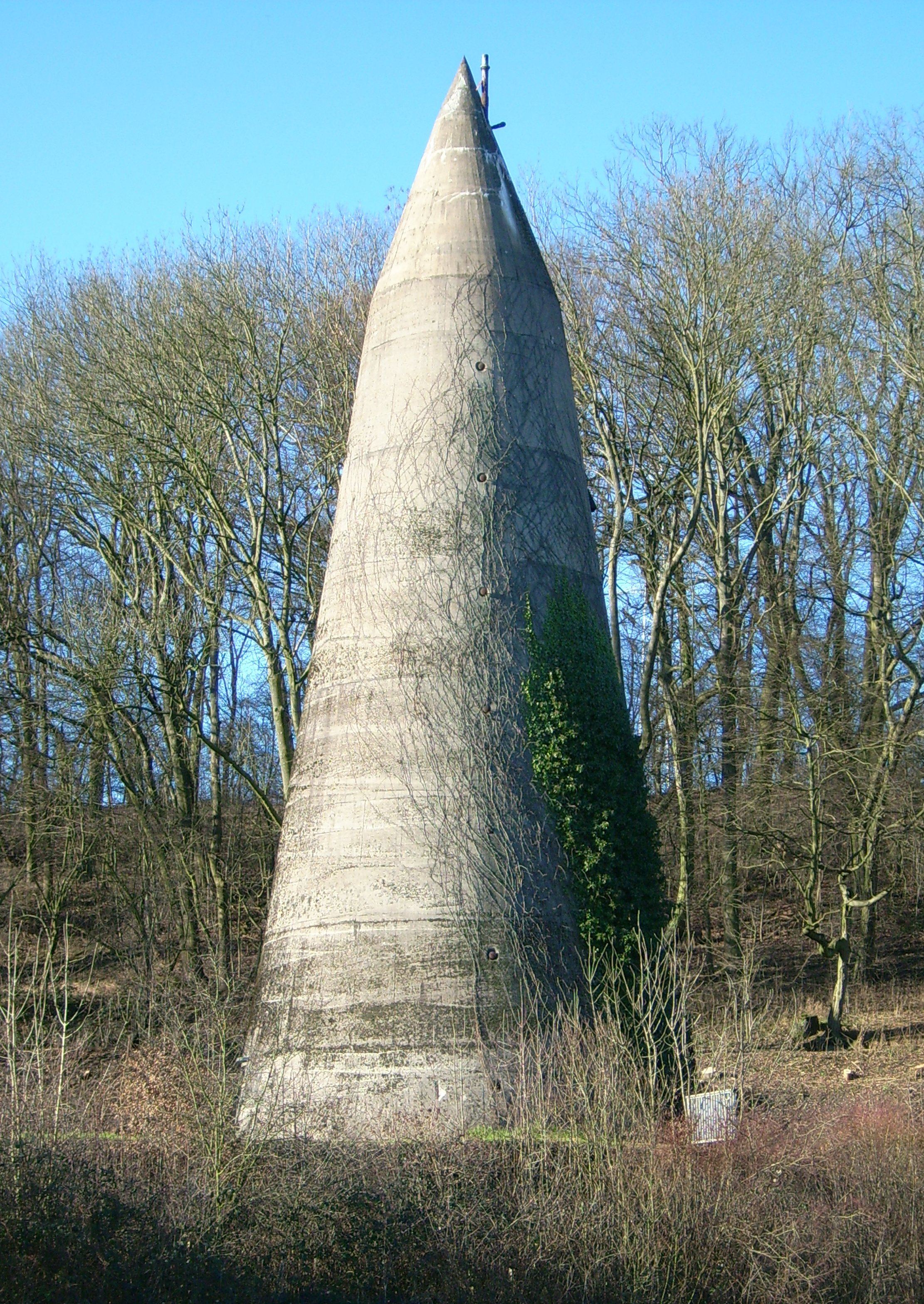
Blick von Süden

Der Luftschutzturm in Neunkirchen gehört zum Planungstyp 2c. Die Außenhaut besteht aus Stahlbeton. Im Inneren sind neun Geschosse um einen zentralen Treppenaufgang aus Holz angelegt. Haupt- und Notausstieg liegen sich gegenüber. Der Hauptzugang führt über eine Holztreppe in das dritte Geschoss, der Notausgang aus dem zweiten Geschoss in das Gelände hinab. Von der Ausstattung sind die der Außenwand angepassten Holzsitzbänke erhalten, eine Toilette sowie Wandinschriften. Belüftet wurden die Bunker über gasdicht abschließbare Rohrstutzen in den Außenwänden der Geschosse. Ventilatoren besorgten die Luftverteilung, die Abluft konnte über eine Abluftleitung im siebten Geschoss in der Außenwand austreten. Im neunten Geschoss war eine Ansaugleitung für Frischluft mit einem Filter aus Aktivkohle untergebracht, im achten Geschoss ein Schutzraumbelüfter mit Ventilatoranschluss. Über ein Sehrohr in der Spitze konnte man die Umgebung beobachten. Das Kühlwasser eines 1200-PS-Dieselmotors im Maschinenhaus des Eisenwerks beheizte den Bunkerturm.